# Bo Svensson
Bo Svensson (Skørping, Dinamarca, 4 d'agost de 1979) és un exfutbolista i entrenador danès que jugava com a defensa al 1. FSV Mainz 05 de la Bundesliga d'Alemanya, equip al qual dirigeix des de gener de 2021.

## Internacional
Va ser internacional amb la selecció de futbol de Dinamarca en 3 ocasions.